# Takashi Kitano
Takashi Kitano (4 oktober 1982) is een Japans voetballer.

## Carrière
Takashi Kitano speelde tussen 2003 en 2009 voor Albirex Niigata. Hij tekende in 2010 bij Omiya Ardija.